# C/1822 N1
Komet Pons ali C/1822 N1 je komet, ki ga je odkril francoski astronom Jean-Louis Pons 13. julija 1822 v Italiji.

## Značilnosti
Soncu se je najbolj približal 24. oktobra 1822, ko je bil na razdalji približno 1,1 a.e. od Sonca.